# Черкесская автономная область
Черке́сская автоно́мная о́бласть (кабард.-черк. Адыгэ автоном куей) — административно-территориальная единица в РСФСР, существовавшая в 1928—1957 годах. Административный центр — город Черкесск.

## История
Область была образована 30 апреля 1928 года в составе Северо-Кавказского края из Черкесского национального округа.
10 июля 1931 года Постановлением Президиума ВЦИК был упразднён Баталпашинский район. При этом Баталпашинский, Николаевский, Овечкинский и Сторожевой сельсоветы были переданы Черкесской АО.
С 13 марта 1937 года область в составе Орджоникидзевского края, с 12 января 1943 года — Ставропольского края.
Территория автономной области занимала долины рек Большой Зеленчук, Малый Зеленчук, Кубань и Уруп. Большая северная часть области — равнина с плодородными чернозёмными почвами и умеренно тёплым климатом, южная занята отрогами Большого Кавказа.
12 января 1957 года Черкесская автономная область была преобразована в Карачаево-Черкесскую АО в составе Ставропольского края. Ей были также переданы Зеленчукский, Карачаевский и Усть-Джегутинский районы Ставропольского края. По другим данным — 9 января 1957 года.

## Административное деление и население
По состоянию на 17 декабря 1939 года в состав области входили 1 город областного подчинения и 5 районов:
|   | Район                           | Центр           | Всего населения | Русские | Черкесы (Адыгейцы) | Абазины | Ногайцы | Греки | Армяне | Прочие |
| - | ------------------------------- | --------------- | --------------- | ------- | ------------------ | ------- | ------- | ----- | ------ | ------ |
| 1 | г. Черкесск                     |                 | 28 645          | 25 106  | 412                | 417     | 144     | 129   | 280    | 2050   |
| 2 | Черкесский                      | г. Черкесск     | 14 716          | 9209    | 188                | 4012    | 68      | 8     | 290    | 948    |
| 3 | Икон-Халкский (Икон-Халковский) | аул Икон-Халк   | 15 175          | 2333    | 6558               | 860     | 4804    | 32    | 13     | 271    |
| 4 | Кировский                       | ст-ца Исправная | 14 354          | 13 880  | 39                 | 22      | 24      | 5     | 14     | 375    |
| 5 | Кувинский                       | с. Эрсакон      | 9627            | 2543    | 1840               | 2929    | 1104    | 643   | 18     | 495    |
| 6 | Хабезский                       | аул Хабез       | 14 062          | 1118    | 6973               | 2005    | 12      | 10    | 3      | 270    |
|   | Общее население                 |                 | 92 898          | 54 189  | 16 010             | 10 245  | 6156    | 829   | 618    | 4409   |

- Черкесская АО в 1934 году
- Черкесская АО к 1943 году
- Черкесская АО в 1950 году